# پانکاس
پانکاس (به مجاری:  Pankasz) یک شهرداری در مجارستان است که در ناحیه کورمند واقع شده‌است. پانکاس ۹٫۲۷ کیلومتر مربع مساحت و ۴۷۶ نفر جمعیت دارد.